# Brachyuromys
Brachyuromys é um género de roedor da família Nesomyidae.

## Espécies
- Brachyuromys betsileoensis (Bartlett, 1880)
- Brachyuromys ramirohitra Major, 1896